# HMS Abercrombie (1915)
«Еберкромбі» (англ. HMS Abercrombie) був монітором, головним кораблем однойменного типу Королівського флоту, який служив під час Першої світової війни.

## Історія створення
«Еберкромбі» було закладено на верфі Harland and Wolff Ltd. у Белфасті 12 грудня 1914 року. Судно було названо «Адмірал Фаррагут» на честь адмірала США Девіда Фаррагута, але, оскільки Сполучені Штати все ще були нейтральними у війні, корабель було поспішно перейменовано в HMS M1 31 травня 1915 року. По тому монітор знову перейменували на HMS General Abercrombie 19 червня 1915 року, а 21 червня 1915 року надали остаточну назву HMS Abercrombie.

## Історія служби
24 червня 1915 року «Еберкромбі» вирушив до Дарданеллів і надав вогневу підтримку під час битви за Галліполі. Він залишалася в Східному Середземномор'ї та Егейському морі до повернення до Англії в лютому 1919 року. Монітор було знято з експлуатації в травні 1919 року, а в червні 1920 року було обеззброєно. Проданий за утилізацію у травні 1921 року, корабель тим не менш зберегли до перепродажу 25 червня 1927 року на верфі Уорд (Ward) в Інверкітізінг для розбору на метал.